# Tohatchi (Novo México)
Tohatchi é uma Região censo-designada localizada no estado americano de Novo México, no Condado de McKinley.

## Demografia
Segundo o censo americano de 2000, a sua população era de 1 037 habitantes.

## Geografia
De acordo com o United States Census Bureau tem uma área de 16,3 km², dos quais 16,0 km² cobertos por terra e 0,3 km² cobertos por água. Tohatchi localiza-se a aproximadamente 1965 m acima do nível do mar.

## Localidades na vizinhança
O diagrama seguinte representa as localidades num raio de 28 km ao redor de Tohatchi.